# イブン・ファッルハーン・タバリー
イブン・ファッルハーン・タバリー（Ibn Farrukhān al-Ṭabarī, fl. 762-812）は、アラビア科学における大翻訳時代の翻訳家、天文学者、占星術師。生涯について詳しいことは不明であるが、バグダードで西暦762年から812年の間に活動していたことがわかっている（#生涯）。著作のラテン語翻訳が、中世のラテン語キリスト教世界でよく読まれ、オマル・ティベリアデス Omar Tiberiades というラテン名がつけられた（#著作）。
西暦800年ごろにシドンのドロテウスの『五書 Πεντάτευχος』（厳密にはそのパフラヴィー語（中期ペルシア語）翻訳書）を、アラビア語へ翻訳した。

## 生涯
イブン・ファッルハーン・タバリーのクンヤは「アブーハフス」、イスムは「ウマル」である（Abū Ḥafṣ ‘Umar b. Farrukhān al-Ṭabarī）。ナサブが示唆する父親の名前「ファッルハーン」は古い時代のイラン人貴族の名前であり、「タバリー」はカスピ海南岸のタバリスターン地方を示唆するニスバである。ウマルの父親はタバリスターン出身のイスパーフブード公家の者と推定されている。
イブン・ファッルハーン・タバリーの生涯については、よくわかっていない。占星術師アブーマァシャル・バルヒー（9世紀）によると、アッバース朝のカリフ・マァムーンの宰相ファドル・ブン・サフルがイブン・ファッルハーン・タバリーをマァムーンに紹介し、バイトルヒクマ（知恵の館）に招聘したという。「イブン・ファッルハーンがマァムーンの時代に始めてバグダードに来た」という説は、その後アブーマァシャルを参照したサーイド・アンダルスィー（11世紀）の Kitāb tubayāt al-umam やキフティー（13世紀）の Ta‘rīkh al-hukamā’ によって繰り返される。
しかし、科学史学者のデイヴィッド・ピングリーによる指摘によると、イブン・ファッルハーン・タバリーの名前はカリフ・マンスールの命により新都バグダードの建設に着工する日にちを決めた占星術師の一団の中に見える:104。ヤァクービー（9世紀）の歴史書 Kitāb al-Buldān には、ナウバフト、ファザーリーと並んで、イブン・ファッルハーン・タバリーの名前が「ムナッジミーン munajjimīn」すなわち「計算の達人」としてこの占星術を執り行ったことが記載されている:104。彼らが占った新都バグダード建設着工に最も適した日は、西暦に換算すると762年7月30日であった:104。
ピングリーによると、マンスールの時代にはすでにイブン・ファッルハーンはバグダードで占星術師として活動しており、アブーマァシャル・バルヒーの説は誤りである。さらにイラン学者のザビーホッラー・サファーは、宰相ヤフヤー・バルマキーが（バグダードの都市計画のためだけでなく）パフラヴィー語（中期ペルシア語）の書籍の翻訳のため、カリフ・マフディーの命によりイブン・ファッルハーン・タバリーをバグダードに招聘したと述べている。ヒジュラ暦200年頃に亡くなった。

## 評価
イブン・ファッルハーン・タバリーの学識は高く評価されている。アブーライハーン・ビールーニーは、著書『マスウード宝典』中で、イブン・ファッルハーンの天文学的実践の要約を示した。ファフルッディーン・ラーズィーも、星の位置と観測についてイブン・ファッルハーンを引用している。アブーマァシャル・バルヒーは著書の中で、フナイン・ブン・イスハーク、ヤァクーブ・ブン・イスハーク・キンディー、サービト・ブン・クッラとともにウマル・ブン・ファッルハーン・タバリーを、イスラーム世界で最も優れた翻訳者に挙げている
。

## 著作
アースターネ・ゴドセ・ラザヴィーなどの世界のいくつかの図書館が作成した写本のリストによると、数十冊の本の著者がイブン・ファッルハーンに帰せられる。著名な著作としては、『タフスィール・キターブ・アルアルバア』（プトレマイオスの『テトラビブロス』の註解書）、『マハースィン』、『星々の線における諸哲学と諸矛盾の統合』、『マワーリード』、『リサーラ・フィー・アフカーム・ル・ナジューム』、『マアーニー』、『ジャワーミゥ・ル・アスラール・フィー・イルム・ル・ナジューム』がある。 ブロッケルマンによると、伝世した著作は13冊である。